# La Nounou diabolique
Pour plus de détails, voir Fiche technique et Distribution.
La Nounou diabolique est un téléfilm américain réalisé par Jared Cohn, avec Lindsay Elston et Nicole Sterling. Il utilise les ressorts du film La Main sur le berceau, avec Rebecca De Mornay.

## Synopsis
Fay Wells hérite de sa grand-mère une maison et s’y installe avec son mari et ses deux jeunes garçons. Comme elle va reprendre le travail, elle recherche une nounou à domicile pour surveiller sa progéniture pendant qu’elle travaille. Elle embauche Jen, une jeune fille qui semble très qualifiée. Elle ignore encore que Jen est en réalité une psychopathe manipulatrice, recherchée pour homicide et incendie criminel. Au début, tout se passe parfaitement. Mais après un incident dangereux, le couple ne veut plus de la nounou qui a négligé ses devoirs, et ils n’ont plus d’autre choix que de la licencier. Ils découvrent alors que la nounou a établi sa résidence dans leur maison et devra être légalement expulsée, ce qui pourrait prendre des mois. Elle est habile à ne pas être expulsée de sa situation. Si habile, en fait, qu’elle peut faire de la vie des jeunes parents un véritable cauchemar.

## Distribution
- Lindsay Elston : Jen Russell/Alexa Dodge
- Nicole Sterling : Fay Wells
- Matthew Pohlkamp : Tim Wells
- Kevin Grady : Kyle
- Cooper Fontaine : Alan
- Stephen Barrington : Wade
- April McCullough : Erica
- Bill Devlin : Sam the Grocer
- Parker Six Rimawi : Caleb
- Carl Chao : Officier de police Martinez[2]
- Demetrius Stear : Officier de police Seymour
- David Britz : Vern
- Gina Hiraizumi : Kayla
- Gogo Lomo-David : Walter
- Harwood Gordon : Mr. Edwards
- Joseph Fernandez : Pete
- Julian Bane : Ken Alden
- Meredith Thomas : Claire Benson[3]

## Sortie
Le film est sorti directement en vidéo, le 27 décembre 2016 aux États-Unis et le 30 juin 2017 en France.

## Accueil

### Accueil critique
Le film obtient un score d’audience de 15% sur Rotten Tomatoes 